# Île Robertson
L'île Robertson (en russe : Остров Робертсона) est un îlot de la terre François-Joseph, en Russie.

## Géographie
Située à proximité de l'île Northbrook, sur sa côte est, elle s'étend sur moins d'un kilomètre et ne s'élève qu'à quelques mètres au-dessus du niveau de la mer. Elle est entièrement plate et caillouteuse. 

## Histoire
Elle a été nommée en l'honneur de l'explorateur Thomas Robertson, capitaine de l'expédition Scotia (1902-1904) en Antarctique.